# Sardoal
Sardoal es una villa portuguesa perteneciente al distrito de Santarém, región Centro y comunidad intermunicipal de Medio Tejo, con cerca de 2300 habitantes. Pertenecía a la antigua provincia de Ribatejo y aún es considerada como una localidad ribatejana.

## Geografía
Es la sede de un pequeño municipio con 91,94 km² de área y 3518 habitantes (2021), subdividido en 4 freguesias. Los municipio están limitados al norte por Vila de Rei, al este por Mação y al sur y al oeste por Abrantes.

## Demografía
| Gráfica de evolución demográfica de Sardoal entre 1864 y 2021 |
|                                                               |
| Datos según el nomenclátor publicado por el INE portugués.    |

## Freguesias
Las freguesias de Sardoal son las siguientes:
- Alcaravela
- Santiago de Montalegre
- Sardoal
- Valhascos